# Liste der denkmalgeschützten Objekte in Wattens
Die Liste der denkmalgeschützten Objekte in Wattens enthält die 14 denkmalgeschützten, unbeweglichen Objekte der Gemeinde Wattens.

## Denkmäler
| Foto |                 | Denkmal | Standort                                                 | Beschreibung | Metadaten |
| ---- | --------------- | --- | -------------------------------------------------------- | --- | --- |
| ja   | Datei hochladen | Hofkapelle, Christkönigskapelle, Säger-Kirchl HERIS-ID: 87495 Objekt-ID: 101912 TKK: 42024                  | bei Vögelsberg 40 Standort KG: Vögelsberg                | Die Kapelle wurde 1929 durch Johann Pittl, den Besitzer des jenseits des Baches befindlichen Gasthofs „Zur Säge“, errichtet. Der gemauerte gotisierende Bau weist spitzbogige Tür- und Fensteröffnungen und ein breites spitzbogiges Ostportal auf. Im Inneren ist der Saalraum mit einer Spitzbogentonne, einem eingezogenen Presbyterium und einem rundbogigen Triumphbogen einfach gestaltet, an der Rückseite befindet sich eine schlicht gegliederte Holzempore. Die Ausstattung ist neugotisch, das expressionistische Kruzifix stammt von Peter Sellemond. | BDA-Hist.: Q37720037 Status: Bescheid Stand der BDA-Liste: 2025-06-30 Name: Hofkapelle, Christkönigskapelle, Säger-Kirchl GstNr.: 431 Christkönigskapelle (Wattens)                                                |
| ja   | Datei hochladen | Badeanlage, Schwimmbad Wattens HERIS-ID: 109432 TKK: 58898seit 2024                                         | Dr.-Karl-Stainer-Straße 32 Standort KG: Wattens, Volders | Das Freischwimmbad Wattens, auch Alpenschwimmbad Wattens, ist ein Freibad in Wattens an der Grenze zur Nachbargemeinde Volders. Das Bad wurde in den Jahren 1954 bis 1956 als eine der damals modernsten Freibadeanlagen Österreichs nach Plänen des Architekten Friedrich Florian Grünberger als bemerkenswertes Schlüsselwerk seiner Bäderbauten errichtet. Bis in die Gegenwart ist es ein authentisch erhaltenes Schwimmbad der frühen Nachkriegszeit. Das langgestreckte Hauptgebäude wurde in Pfeilerbauweise errichtet mit Kabinenanlagen und dem Kassenbereich im Obergeschoß sowie einer Bademeisterwohnung. Eine Besonderheit ist das Unterwasser-Restaurant mit einer verglasten Seitenwand zum Sprungbecken. Das Bad wurde mehrfach erweitert und modernisiert. Die Fassadengestaltung durch Mosaikbilder stammt von Erwin Lutz-Waldner. Anmerkung: Ein kleiner Teil der Badeanlage liegt in der Gemeinde Volders. | BDA-Hist.: Q126122410 Status: Bescheid Stand der BDA-Liste: 2025-06-30 Name: Badeanlage, Schwimmbad Wattens GstNr.: .271, 1358, .725 Freibad, Wattens                                                              |
| ja   | Datei hochladen | Marienbrunnen HERIS-ID: 106800 Objekt-ID: 124028 TKK: 58883                                                 | nahe Gaisplatz 2 Standort KG: Wattens                    | Der gemauerte Brunnen wurde 1967 errichtet. Die Brunnenfigur ist eine Bronzestatue der Maria mit Kind von 1863, die sich ursprünglich am Brunnen am Kirchplatz vor der Alten Pfarrkirche befand. | BDA-Hist.: Q37808689 Status: § 2a Stand der BDA-Liste: 2025-06-30 Name: Marienbrunnen GstNr.: 1098 Marienbrunnen, Wattens                                                                                          |
| ja   | Datei hochladen | Ehem. Gasthof Zum Tiroler HERIS-ID: 30372 Objekt-ID: 27116 TKK: 15100                                       | Geigergasse 3 Standort KG: Wattens                       | Der aus drei Trakten bestehende Bau wurde um 1920 adaptiert und 1929 erweitert. Der viergeschoßige, in Mischbauweise errichtete Bau ist mit Söllern, polygonalen Eckerkern und reich geschnitzten Balkonen und Dachkonstruktionen gestaltet. Der Wohnteil im östlichen Trakt mit traufseitig erschlossenem Mittelflurgrundriss geht im Kern ins 16. Jahrhundert zurück. Im Inneren sind Teile der künstlerischen Ausstattung wie zeitgenössische Landschaftsdarstellungen aus dem ländlichen und alpinen Raum erhalten. Der Teil Geigergasse 1 wurde 2013 teilweise abgerissen. Anmerkung: Bis 2012 stand auch der Teil Geigergasse 1 auf der GstNr. .88 unter Denkmalschutz. | BDA-Hist.: Q37933119 Status: Bescheid Stand der BDA-Liste: 2025-06-30 Name: Ehem. Gasthof Zum Tiroler GstNr.: .240 Gasthof Zum Tiroler, Wattens                                                                    |
| ja   | Datei hochladen | Evang. Christuskirche HERIS-ID: 106758 Objekt-ID: 123981 TKK: 58860                                         | Georgenthalstraße 2 Standort KG: Wattens                 | Die Kirche wurde 1975–1977 nach Plänen von Jürgen Heller errichtet. Der niedrige Bau über länglichem, achteckigem Grundriss weist ein weit heruntergezogenes Walmdach mit einem dominierenden pyramidenförmigen Südwestturm auf. | BDA-Hist.: Q37808529 Status: § 2a Stand der BDA-Liste: 2025-06-30 Name: Evang. Christuskirche GstNr.: 806/7 Christuskirche, Wattens                                                                                |
| ja   | Datei hochladen | Alte Pfarrkirche hl. Laurentius und ehem. Friedhof HERIS-ID: 56009 Objekt-ID: 64953 TKK: 58857              | neben Kirchplatz 2 Standort KG: Wattens                  | Die ehemalige Pfarrkirche wurde 1810–1820 vom Maurermeister Franz Josef Kerle unter Einbeziehung eines spätgotischen Vorgängerbaus aus der Zeit von 1495–1500 im klassizistischen Stil errichtet. Das schlichte Langhaus mit eingezogenem, zweijochigem, dreiseitig geschlossenem Chor ist mit Eckquaderleisten gegliedert und mit einem steilen Satteldach über profilierter Hohlkehle gedeckt. Der mächtige, von Ecklisenen eingefasste Nordturm wurde 1833/34 mit einer Kuppel versehen. An der Westfassade befindet sich ein spätgotisches Spitzbogenportal, darüber eine Nischenfigur des hl. Laurentius aus dem 20. Jahrhundert. Der dreiachsige Portalvorbau weist einen geschwungenen Giebel und ein Wandbild der hl. Dreifaltigkeit von Fred Hochschwarzer von 1956 auf. Die Deckenfresken im Inneren wurden 1810 von Josef Schöpf geschaffen. Vom 1928 aufgelassenen Friedhof um die Kirche sind die arkadenartige Grabstätte der Familie Heilig aus der Mitte des 19. Jahrhunderts und die Aufbahrungshalle mit Satteldach aus dem 20. Jahrhundert erhalten. | BDA-Hist.: Q38069449 Status: § 2a Stand der BDA-Liste: 2025-06-30 Name: Alte Pfarrkirche hl. Laurentius und ehem. Friedhof GstNr.: .55, 66 Laurentiuskirche, Wattens                                               |
| ja   | Datei hochladen | Hauptschule HERIS-ID: 106798 Objekt-ID: 124025 TKK: 58880                                                   | Kirchplatz 14 Standort KG: Wattens                       | Das Schulgebäude wurde 1947–1952 nach Plänen von Hubert Fragner errichtet. Der zweigeschoßige Bau besteht aus mehreren Trakten mit Krüppelwalm- oder Walmdächern, die auf drei Seiten einen Platz umschließen. Die Fassaden sind regelmäßig mit teils flachbogigen, teils rechteckigen Fenstern mit Putzfaschen gegliedert. Das Sgraffito an der Westfassade wurde 1949 von Max Weiler geschaffen und zeigt eine Arbeiterfamilie, Schulkinder, sowie Bienen und Ameise als Symbol des Fleißes und der Ausdauer. Im Inneren befindet sich ein Mosaik von Erwin Lutz-Waldner, das früher im Stiegenaufgang befindliche Wandbild von Eduard Tenschert mit Schloss Tirol, Andreas Hofer, Kaiser Maximilian und Walther von der Vogelweide wurde beim letzten Umbau zerstört. | BDA-Hist.: Q37808679 Status: § 2a Stand der BDA-Liste: 2025-06-30 Name: Hauptschule GstNr.: .475 Konrad-Fichtl-Hauptschule, Wattens                                                                                |
| ja   | Datei hochladen | Persönlichkeitsdenkmal Daniel Swarovski HERIS-ID: 106794 Objekt-ID: 124021 TKK: 58878                       | bei Kirchplatz 16 Standort KG: Wattens                   | Die überlebensgroße Bronzefigur des Firmengründers Daniel Swarovski ist mit Gustinus Ambrosi 1959 bezeichnet. | BDA-Hist.: Q37808656 Status: § 2a Stand der BDA-Liste: 2025-06-30 Name: Persönlichkeitsdenkmal Daniel Swarovski GstNr.: .475                                                                                       |
| ja   | Datei hochladen | Kath. Pfarrkirche Mariä Unbefleckte Empfängnis und Pfarrzentrum HERIS-ID: 56010 Objekt-ID: 64954 TKK: 58859 | Marienplatz 1 Standort KG: Wattens                       | Die Anlage aus Marienkirche, Arkadenhof, Pfarrhaus, Pfarrsaal und Mesnerhaus wurde 1955–1958 nach Plänen von Charlotte und Karl Pfeiler errichtet. Der rechteckige Kirchenbau weist einen überhöhten rechteckigen Chor mit nischenförmiger Apsis und einen Südostturm mit in Stäben aufgelöstem Glockenhaus und geknicktem Satteldach auf. Das dreiteilige Bronzeportal an der Eingangsfassade stammt von Ilse Glaninger-Balzar. Im Inneren ist das Langhaus mit grünen Marmorpfeilern und seitenschiffartig erniedrigten Seitenteilen gegliedert. Die Ausstattung aus der Erbauungszeit besteht unter anderem aus Glasfenstern von Fred Hochschwarzer, Sandsteinreliefs und Bronzeplastiken von Ilse Glaninger-Balzar und Holzfiguren von Franz Staud. Die langgestreckte saalartige Unterkirche wurde einheitlich von Max Spielmann gestaltet. | BDA-Hist.: Q38069460 Status: § 2a Stand der BDA-Liste: 2025-06-30 Name: Kath. Pfarrkirche Mariä Unbefleckte Empfängnis und Pfarrzentrum GstNr.: .712, .713, .714 Pfarrkirche Mariä Unbefleckte Empfängnis, Wattens |
| ja   | Datei hochladen | Kriegergedächtniskapelle HERIS-ID: 106766 Objekt-ID: 123991 TKK: 58865                                      | neben Rettlsteinerweg 7 Standort KG: Wattens             | Die Kapelle nördlich gegenüber dem neuen Friedhof wurde 1953 nach Plänen von Erich Tilgner erbaut. Der offene Bau aus Betonmauerwerk über quadratischem Grundriss mit geschmiegtem Walmdach weist einen gewölbten Innenraum über ovalem Grundriss auf. Das dreiteilige Glasfenster Auferstehung Christi wurde von Erich Tilgner geschaffen. | BDA-Hist.: Q37808553 Status: § 2a Stand der BDA-Liste: 2025-06-30 Name: Kriegergedächtniskapelle GstNr.: 97/2 Kriegergedächtniskapelle, Wattens                                                                    |
| ja   | Datei hochladen | Kindergarten I Unterdorf HERIS-ID: 106795 Objekt-ID: 124022 TKK: 58879                                      | Volderer Weg 22 Standort KG: Wattens                     | Der zeittypische Kindergarten wurde in den 1960er Jahren errichtet. Der langgestreckte, eingeschoßige Bau ist durch vor- und rückspringende Teile strukturiert und wird durch große Fenster von Süden und Norden belichtet. In der zentralen Halle befinden sich der originale Steinboden, ein Bronzetrog mit Gänsen von Max Spielmann und an den Seitenwänden Tiermosaike von Erwin Lutz-Waldner. Die weiteren Räume sind von der Halle über schmale Flure nach Ost und West erschlossen. | BDA-Hist.: Q37808669 Status: § 2a Stand der BDA-Liste: 2025-06-30 Name: Kindergarten I Unterdorf GstNr.: 340/1 |
| ja   | Datei hochladen | Bildstock hl. Johannes Nepomuk HERIS-ID: 106788 Objekt-ID: 124013 TKK: 58874                                | Standort KG: Wattens                                     | Die Holzfigur des hl. Johannes Nepomuk an der Wattenbachbrücke stammt vom Ende des 18. Jahrhunderts. Sie steht in einem runden Holzkasten mit einem schmiedeeisernen Gitter. Der Holzkasten trägt eine Gedenktafel an das Hochwasser von 1965 und die anschließende Regulierung des Wattenbachs in den Jahren 1967 bis 1971. | BDA-Hist.: Q37808614 Status: § 2a Stand der BDA-Liste: 2025-06-30 Name: Bildstock hl. Johannes Nepomuk GstNr.: .71 Bildstock hl. Johannes Nepomuk (Wattens)                                                        |
| ja   | Datei hochladen | Rinnerkreuz HERIS-ID: 106791 Objekt-ID: 124016 TKK: 58875                                                   | Standort KG: Wattens                                     | Das barocke Kruzifix mit einem Corpus im Dreinageltypus vom Ende des 18. Jahrhunderts befindet sich in einem neuen Bretterkasten. | BDA-Hist.: Q37808636 Status: § 2a Stand der BDA-Liste: 2025-06-30 Name: Rinnerkreuz GstNr.: 1107/1 |
| ja   | Datei hochladen | Bildstock Pietà HERIS-ID: 106802 Objekt-ID: 124031 TKK: 58886                                               | Standort KG: Wattens                                     | Der hölzerne Nischenbildstock ist mit einem schmiedeeisernen Gitter abgeschlossen und beherbergt eine Pietà im Nazarenerstil aus der Zeit um 1900. | BDA-Hist.: Q37808710 Status: § 2a Stand der BDA-Liste: 2025-06-30 Name: Bildstock Pietà GstNr.: 1116/4 |